# Traminda atroviridaria
Traminda atroviridaria là một loài bướm đêm trong họ Geometridae.